# Амфис
Амфис (грч. Αμφις) био је атински комични песник. Био је активан отприлике током 4. века пре нове ере.
Чини се да Полукс спомиње Амфиса као песника средње комедије, а на основу референце коју је Амфис имао на филозофа Платона сматра се да је живео у периоду од раног до средине 4. века пре нове ере. Његово име није атинско, и вероватно је био са острва Андроса.

## Сачувани наслови и фрагменти
Сачувано је 49 фрагмената његових комедија, скупа санаредних 28 наслова.
- Athamas
- Acco
- Aleiptria (The Female Oiler, or Masseuse)
- Alcmaeon
- Ampleourgos (The Vine-Dresser)
- Amphicrates
- Balaneion (The Bath-House)
- Gynaikokratia (Women in Power)
- Gynaikomania (Crazy About Women)
- Daktylios (The Ring)
- Dexidemides
- Dithyrambos (The Dithyramb)
- Hepta Epi Thebais (Seven Against Thebes)
- Erithoi (Day-Labourers)
- Ialemos (The Oaf, or the Dirge)
- Kallisto (Callisto)
- Koniates (The Plasterer)
- Kouris (The Female Barber)
- Kybeutai (The Dice-Players)
- Leukas (The Girl From Leucas)
- Odysseus
- Opora (Autumn Harvest)
- Ouranos (Uranus)
- Pan
- Planos (The Vagabond Acrobat)
- Sappho
- Philadelphoi (Men Who Love Their Brothers)
- Philetairos (The Man Who Loved His Comrades).

Стандардно издање фрагмената и сведочанстава објављено је у Poetae Comici Graeci Vol. II. Осмотомна Poetae Comici Graeci настала од 1983. до 2001. замењује застареле збирке Fragmenta Comicorum Graecorum Аугуста Меинекеа (1839-1857) и друга сродна дела из 19. столећа.